# Thomas Chamberlain (wojskowy)
Thomas Chamberlain – amerykański wojskowy-ochotnik służący w armii Unii. Brat generała Joshuy Chamberlaina.